# Aghio Oros
Aghio Oros (tiếng Hy Lạp: ?) là một khu tự quản ở vùng Núi Athos, Hy Lạp. Khu tự quản Aghio Oros có diện tích 336 km², dân số theo điều tra ngày 18 tháng 3 năm 2001 là 1961 người.